# Hapoel Jerusalem FC
El Hapoel Jerusalem Football Club (en hebreo: מועדון כדורגל הפועל ירושלים‎, Mo'adon Kaduregel Hapoel Yerushalayim) es un club de fútbol israelí de la ciudad de Jerusalén. Fue fundado en 2020, del antiguo Hapoel Katamon Jerusalem y juega en la Liga Premier de Israel. Cuenta también con un equipo femenino.

## Historia
El 26 de agosto de 2019, la Asociación de Fútbol de Israel no dio el visto bueno al Hapoel Katamon Jerusalem para incluirlo en los clubes participantes de la temporada 2019-20 debido a problemas financieros.
Un año después, el 9 de agosto de 2020, el club se refundó al cambiar su nombre por el de Hapoel Jerusalem.
El 30 de abril de 2021, Hapoel Jerusalem ganó al Sektzia Nes Tziona , ascendiendo a la máxima categoría. Llevaba 21 años sin estar en la máxima categoría del futbol israelí. 

## Otras iniciativas del club
Fuera del equipo profesional, mantiene equipos de niños y adolescentes en lo que participan chicos y chicas tanto árabes como judíos. Además de realizar distintos proyectos sociales como la liga de los barrios y actividades con gente con dificultades conjuntamente con el Werder Bremen alemán. Tienen iniciativas deportivas con jóvenes de la aldea Kiryat Yearim en la dan <<una última oportunidad>> a hijos de emigrantes de Etiopía y la antigua URSS.